# Anda (Suihua)
Anda (en chino, 安达; pinyin, Āndá) es un municipio  bajo la administración directa de la Prefectura Suihua en la Provincia de Heilongjiang, República Popular China.  Su área es de 3598 km² y su población total para 2010 superó los 500 mil habitantes. 

## Administración
Desde julio de 2020, el  Municipio Anda se divide en 17 pueblos que se administran en 3 subdistritos,  13 poblados y 1 villa étnica.